# John Hasbrouck van Vleck
John Hasbrouck van Vleck (Middletown, 13 marzo 1899 – Cambridge, 27 ottobre 1980) è stato un fisico statunitense.
Figlio del matematico Edward Burr van Vleck e nipote dell'astronomo John Monroe van Vleck, crebbe a Madison e frequentò l'Università di Harvard, dove si laureò. Venne assunto dall'Università del Minnesota come assistente nel 1923, poi passò all'Università del Wisconsin-Madison ed infine ad Harvard.
Van Vleck sviluppò varie teorie fondamentali della meccanica quantistica del magnetismo e dei rapporti nei complessi metallici (cosiddetta Teoria del campo cristallino).
Nel 1977 vinse il Premio Nobel per la fisica, assieme a Philip Warren Anderson e Sir Nevill Mott, per il suo contributo a capire il comportamento degli elettroni nei solidi magnetici.